# 桃源台站

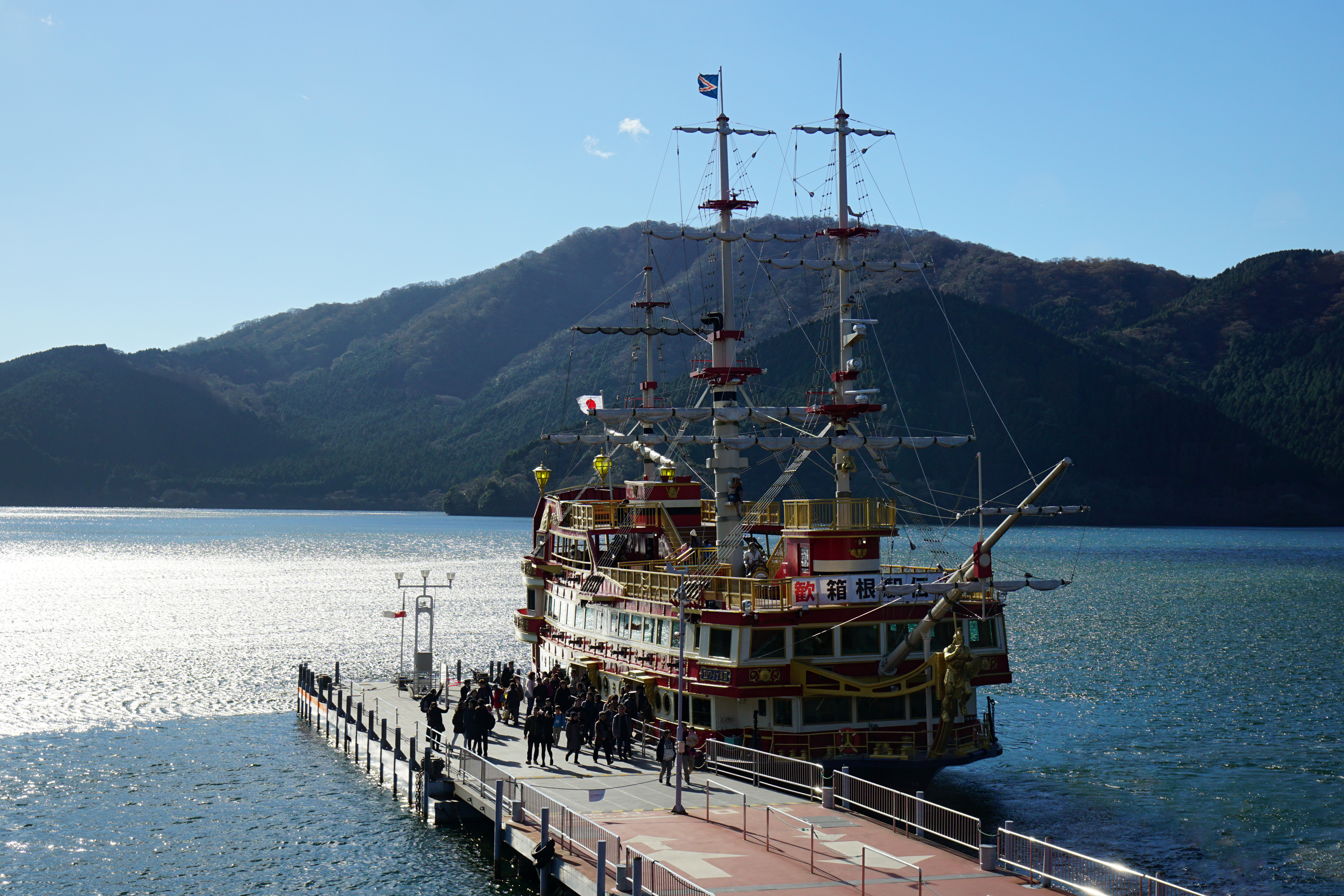
桃源台港

桃源台站（日语：／ Tōgendai eki */?）及桃源台港（日语：／）是一座位於神奈川縣足柄下郡箱根町元箱根的車站及碼頭。該站編號為OH 65，箱根空中纜車、箱根海賊觀光船及箱根登山巴士和小田急箱根高速巴士等交通在此交匯，並共用同一站體設備。

## 簡史
- 1960年9月7日 - 啟用。
- 2006年6月1日 - 空中纜車翻新工程暫停營業[2]。車站於停業期間同時進行擴建工程。
- 2007年6月1日 - 恢復營業。
- 2015年
  - 5月6日 - 因箱根山的火山性地震頻發[3]、氣象廳針對箱根山地區發出火山噴發預警第二級警報[4]，箱根空中纜車全線停駛[5]。
  - 5月20日 - 往返早雲山站的替代運輸巴士投入營運。
  - 6月30日 - 因氣象廳改發出火山噴發預警第三級警報[6]，替代運輸巴士亦要停駛。
  - 7月6日 - 往返強羅站的替代運輸巴士開始營運[7]。
  - 9月14日 - 火山噴發預警級別降至第二級，往返早雲山站的替代運輸巴士恢復營運[8]。
  - 10月30日 - 往返姥子站的纜車運行再開[9]，替代運輸巴士繼續運行。

## 車站

### 構造
桃源台站依山而建，目前共有四層。二樓為箱根空中纜車月台，一樓（地面）為出入口及大堂，箱根空中纜車驗票處、纜車和巴士售票處、商店及旅客服務中心等主要設施均設於此層。地下一樓為餐廳，地下二樓毗鄰蘆之湖，箱根海賊觀光船售票處及候船室等設施位於此層，各樓層均有以電梯或手扶梯連接。該站與早雲山站同為箱根空中纜車的終點站，故此兩者都在站內安裝了調校纜索張緊的設備。

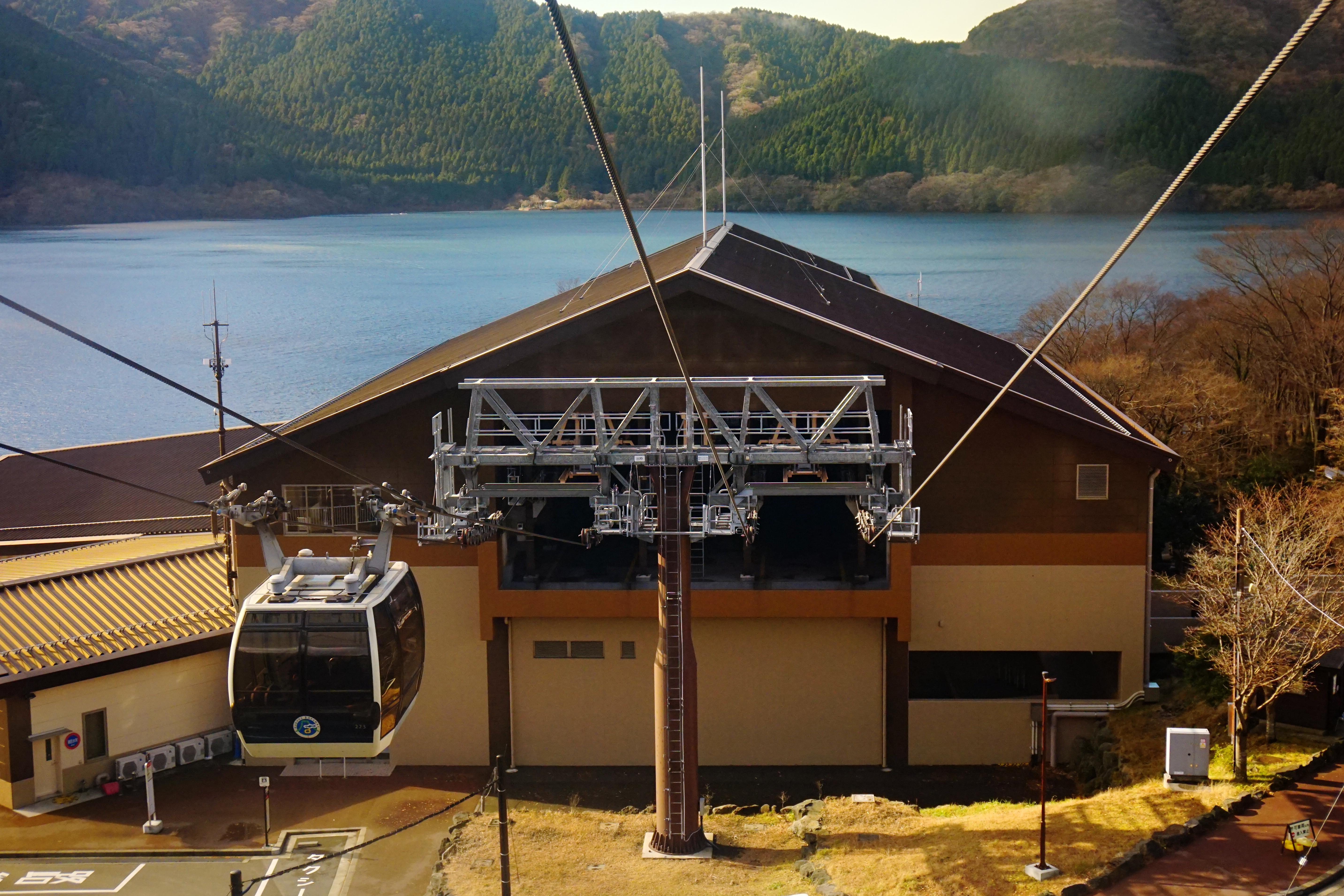
站舍與芦之湖 （攝於2016年12月23日）
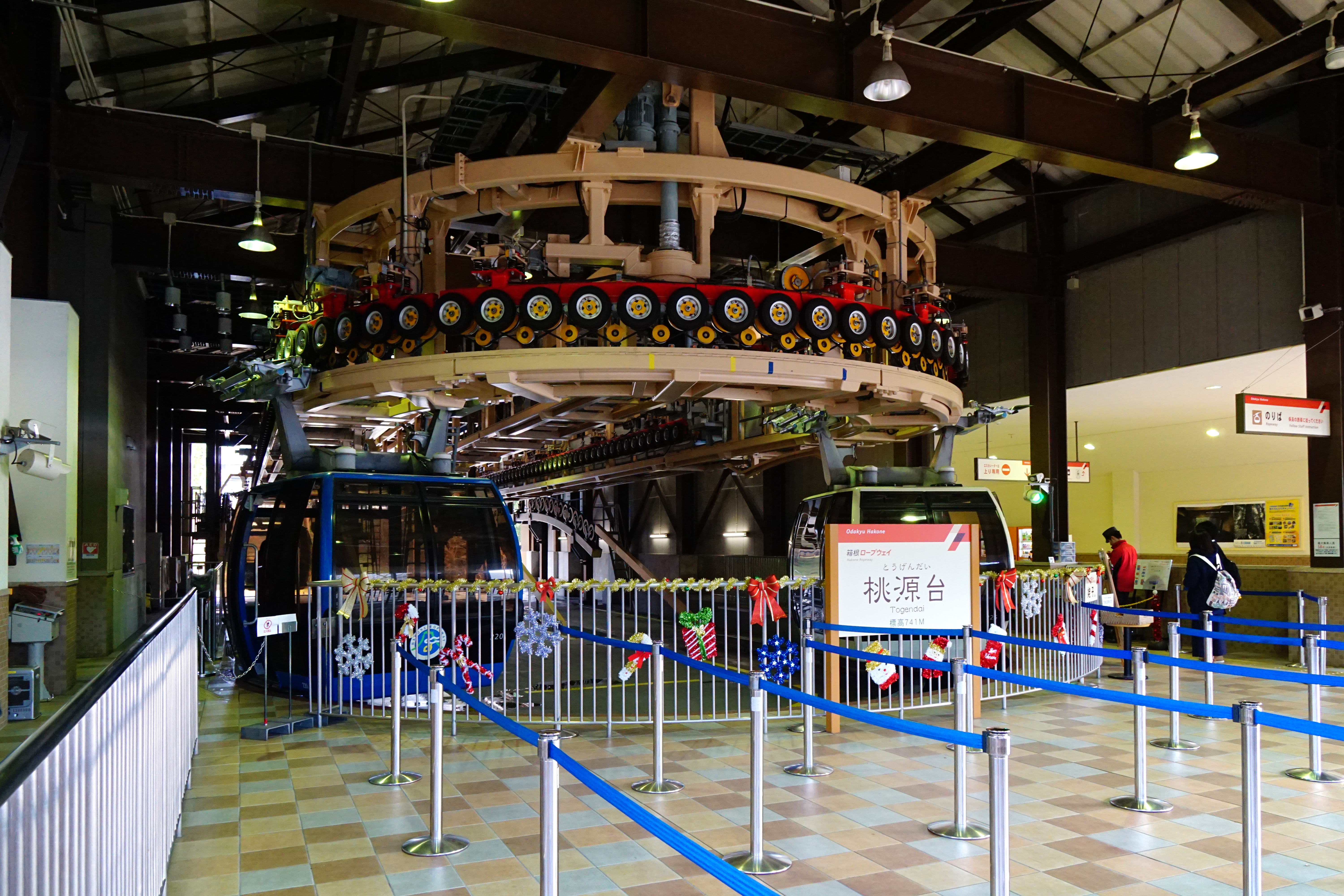
空中纜車月台 （攝於2016年12月23日）
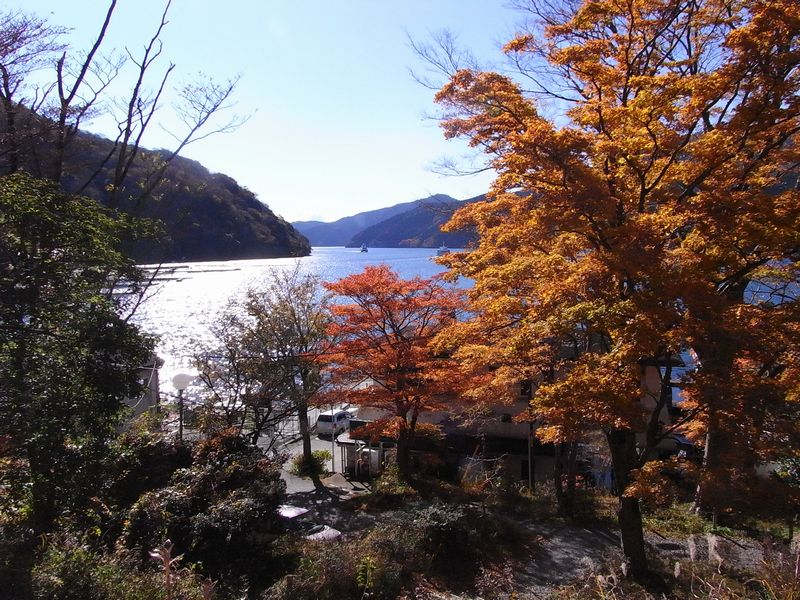
從纜車內俯瞰芦之湖的景色 （攝於2008年11月20日）
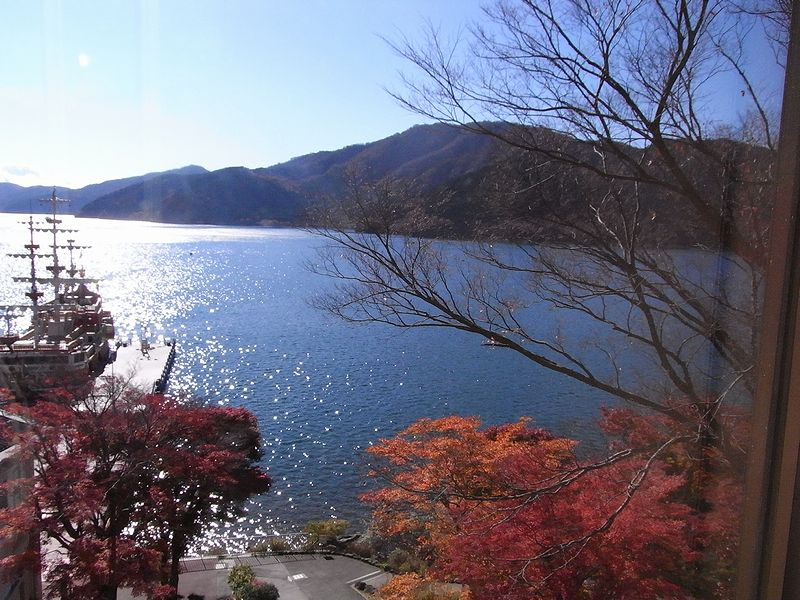
從纜車內俯瞰芦之湖的景色 （攝於2008年11月20日）
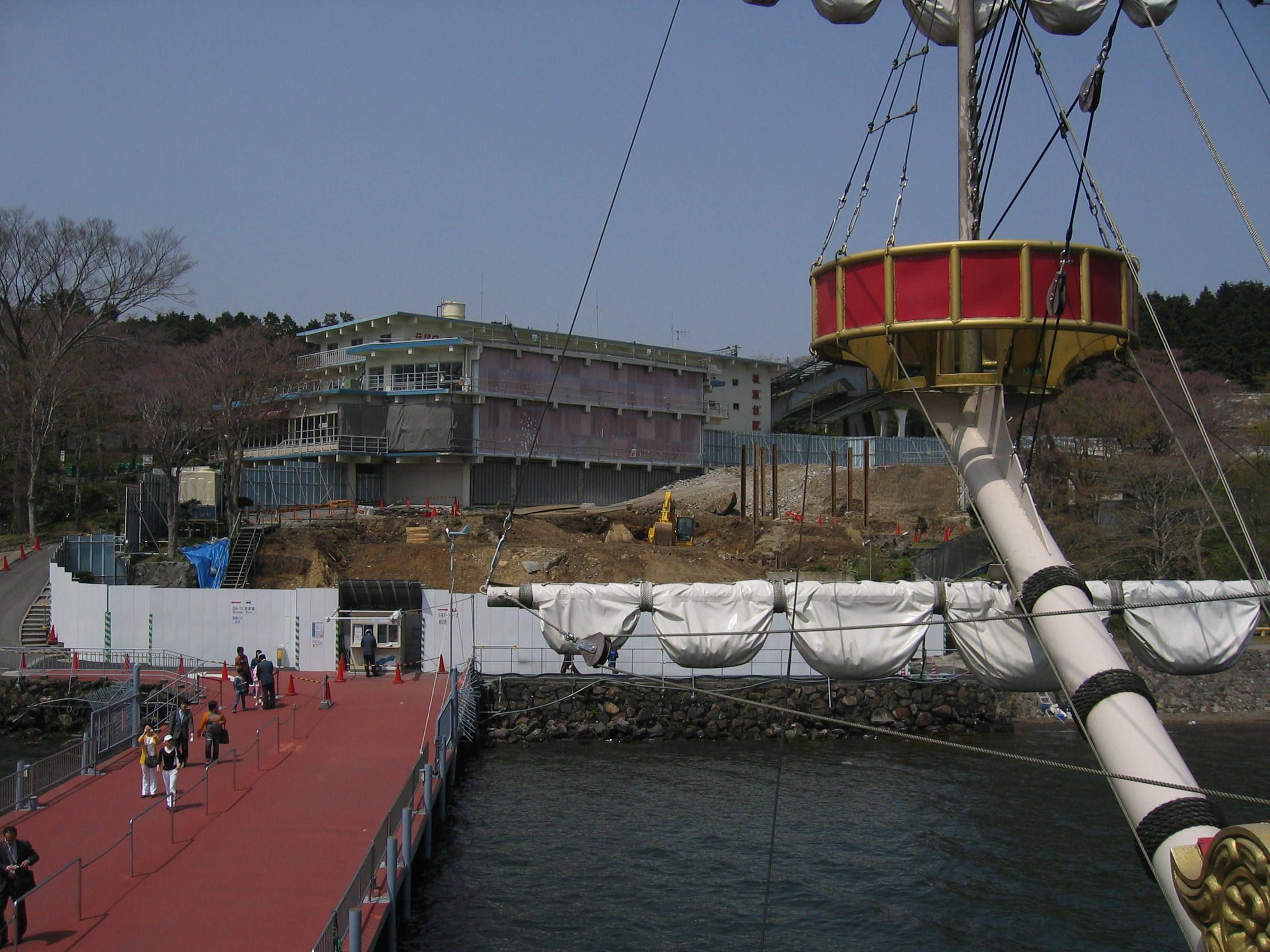
建設中的桃源台站體 （攝於2006年5月）
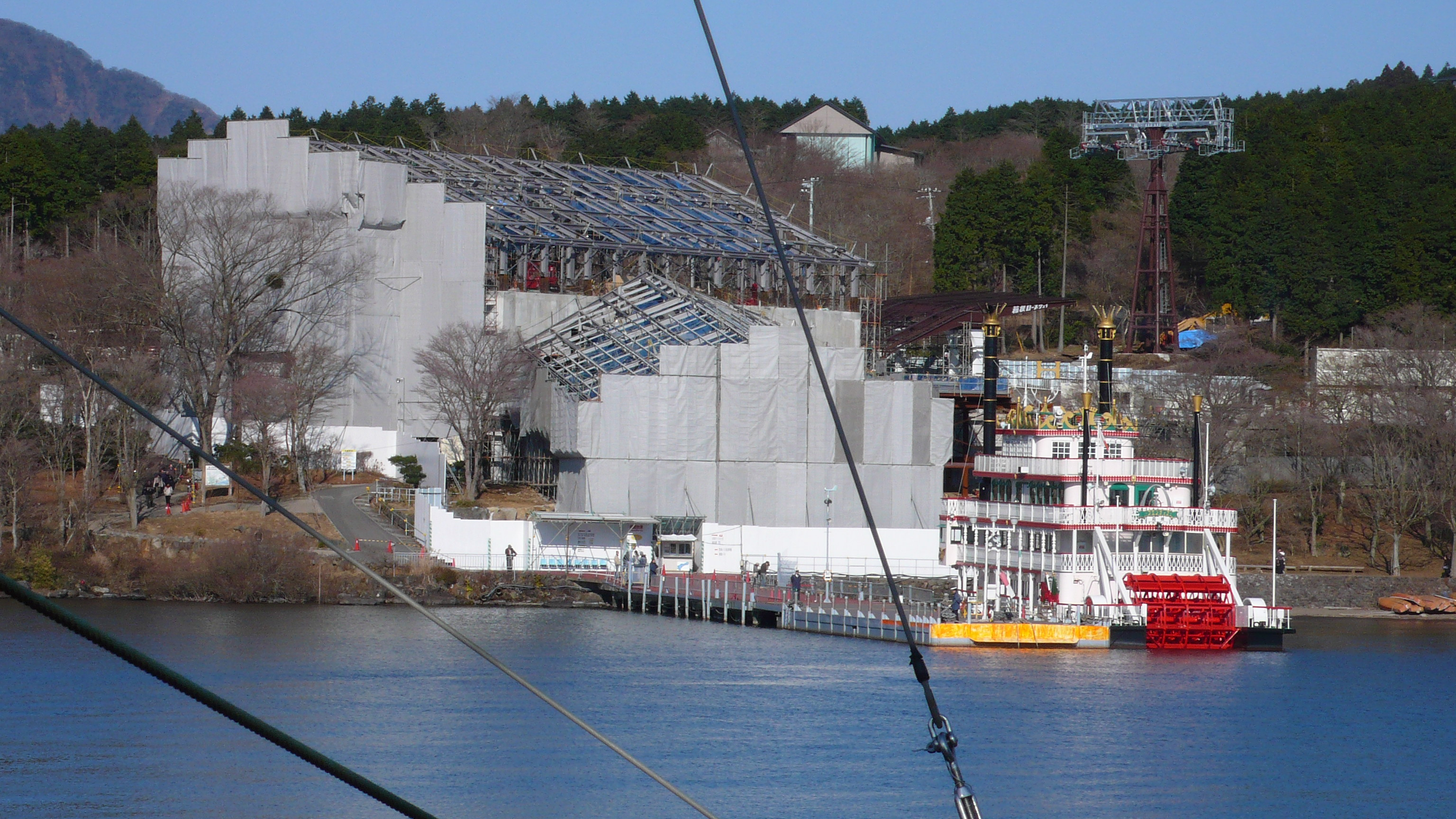
建設中的桃源台站體，圖右已退役的「開拓號」觀光船在工程期間用作臨時候船室。（攝於2006年12月）

### 樓層
| 2F |                      | 僅供下車                                                                                        | 僅供下車 |
| 2F | 箱根空中纜車         | 往早雲山方面                                                                                    |          |
| 2F | 乘候車處             |                                                                                                 |          |
| 1F | 大堂                 | 旅客服務中心、售票處（箱根空中纜車、箱根登山巴士、小田急高速巴士） 商店、洗手間、救護站及哺乳室 |          |
|    | 出入口               | 往停車場或轉乘路線巴士                                                                          |          |
| B1 | 桃源台絶景餐廳       |                                                                                                 |          |
| B2 | 箱根海賊觀光船       | 售票處、候船室及商店                                                                            |          |
| B2 | 往箱根町港及元箱根港 |                                                                                                 |          |
| B2 | 棧橋                 |                                                                                                 |          |
| B2 | 往箱根町港及元箱根港 |                                                                                                 |          |

## 車站週邊
桃源台站為小田急集團的大型據點，箱根空中纜車、箱根海賊觀光船及箱根登山巴士和小田急箱根高速巴士均在此交匯。西武集團伊豆箱根鐵道的相關交通不會駛進該站，從伊豆箱根鐵道管理的湖尻港步行至該站需約10分。
- 芦之湖
- 芦之湖露營村
- 桃源台港：可換乗箱根海賊觀光船。
- 湖尻港：可換乗伊豆箱根鐵道蘆之湖遊覧船。

## 相鄰車站
小田急箱根
 箱根空中纜車
姥子（OH 64）－桃源台（OH 65）

## 相鄰碼頭
小田急箱根
 箱根觀光船（箱根海賊船）
桃源台港（OH 65） → 箱根町港（OH 66） → 元箱根港（OH 67） → 桃源台港（OH 65）

## 外部連結
- 桃源台站 （页面存档备份，存于） - 箱根空中纜車
- 桃源台港 （页面存档备份，存于） - 箱根觀光船
- 桃源台 （页面存档备份，存于） - 箱根登山巴士
- 桃源台站 （页面存档备份，存于） - 小田急箱根高速巴士
- 桃源台站 （页面存档备份，存于） - 箱根導航